# Номер 249

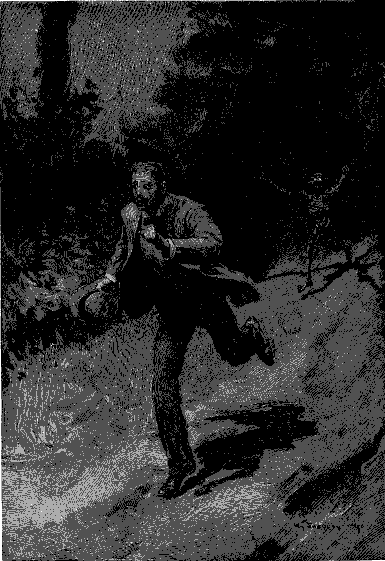
Иллюстрация У. Смедли для оригинального издания «Номер 249» в журнале «Harper’s Magazine» сентябрь 1892 г.

«Номер 249» (англ. Lot No 249) — рассказ писателя сэра Артура Конан Дойла, написанный в 1892 году.

## Сюжет
Рассказ написан отчасти в жанре фантастики, отчасти, в жанре детектива. Действие разворачивается в Оксфодском университете. Главный герой, Аберкромб Смит, живёт на третьем этаже одной из башен. На первом живёт человек по фамилии Ли, а на втором странный человек по имени Эдвард Беллингем. Однажды, нечто встревожило Смита, он спустился к Ли, и они вместе пошли к Беллингему. Тот лежал на полу, потеряв сознание, а на столе был вскрытый саркофаг с мумией. Ли предположил, что Беллингем испугался мумии. Они привели его в сознание, но он не смог сказать ничего определённого по поводу произошедшего. Только то, что мумия была под номером 249.
С этого момента в университете начинают происходить странные вещи. Сначала, как-то вечером на одного человека нападает, предположительно, бродяга. По описанию пострадавшего, на этом бродяге были белые лохмотья, и пальцы его были крепкие, как железо. Бродяга хотел его задушить, но это не удалось. Что интересно, человек, который подвергся нападению, был в ссоре с Беллингемом. Тот же мистический бродяга нападает однажды ночью на Ли. Становится известно, что незадолго до этого Ли и Беллингем также поссорились.
У Аберкромба Смита появляются сомнения: не замешан ли в этих покушениях Беллингем? Однажды, проходя мимо комнаты Беллингема, Смит замечает, через приоткрытую дверь, что мумии нет в саркофаге. Он начинает подниматься к себе наверх, как слышит за спиной непонятные шорохи. В коридоре было темно, и Смит ничего не увидел. Но, он снова заглядывает в комнату Беллингема и видит, что теперь мумия лежит в саркофаге… Смит начинает кое-что понимать. Он делает намеки Беллингему, но, тот только отмахивается. После этого происходит покушение на Смита, но он успевает убежать.
Тогда Аберкромб Смит решает действовать. Он покупает револьвер и отправляется к Беллингему. Там он заставляет Беллингема уничтожить мумию и древние египетские записи, приобретенные с мумией № 249.

## Экранизация
Рассказ был экранизирован в 1990 году. Является одной из трёх частей фильма «Сказки с тёмной стороны» (сценарий Майкла Макдауэлла). Роль Беллингема исполнил Стив Бушеми. По мнению кинокритика Базза Макклейна, этот эпизод, несмотря на первоисточник, является вторичным по сравнению с другими фильмами о мумиях.